# Katie Findlay
Katie Findlay (Windsor (Ontario), 28 augustus 1990) is een Canadese actrice.

## Biografie
Findlay werd geboren in Windsor (Ontario) en woont nu in Vancouver, en is van Portugese, Chinese, Engelse en Schotse afkomst. Zij was in een periode van twaalf jaar actief als ballerina, maar moest hiermee stoppen door een rugblessure.
Findlay begon in 2010 met acteren in de televisieserie Fringe, waarna zij nog meerdere rollen speelde in televisieseries en films. Zo speelde zij in onder andere The Killing (2011-2012), The Carrie Diaries (2013-2014) en How to Get Away with Murder (2014-2015).

## Filmografie

### Films
Uitgezonderd korte films.
- 2021 Psych 3: This Is Gus - als Bryn
- 2021 Love Strikes Twice - als Maggie Turner
- 2019 Heart of Life - als Sydney Winter
- 2019 Search and Destroy - als Autumn Simpson
- 2019 Straight Up- als Rory
- 2016 The Bridge Part 2 - als Molly
- 2015 The Bridge - als Molly
- 2015 The Dark Stranger - als Leah Garrison
- 2015 Jem and the Holograms - als Stormer
- 2014 Premature - als Gabrielle
- 2013 After the Dark - als Bonnie
- 2011 Crash Site - als Frances Saunders
- 2010 Tangled - als Emily

### Televisieseries
Uitgezonderd eenmalige gastrollen.
- 2022-2023 Walker: Independence - als Kate - 8 afl.
- 2021 Zoey's Extraordinary Playlist - als Rose Williams - 7 afl.
- 2019-2021 Nancy Drew - als Lisbeth - 8 afl.
- 2017 Lost Generation - als Cooper - 11 afl.
- 2017 Man Seeking Woman - als Lucy - 10 afl.
- 2016 The Magicians - als Eve - 3 afl.
- 2014-2015 How to Get Away with Murder - als Rebecca Sutter - 16 afl.
- 2013-2014 The Carrie Diaries - als Maggie Landers - 26 afl.
- 2011-2012 The Killing - als Rosie Larsen - 13 afl.
- 2011 Stargate Universe - als Ellie - 2 afl.

- Gemeinsame Normdatei: 1174386029
- MusicBrainz: c89a9f67-7b10-4dd4-898f-e0db3a2a98e8
- Système universitaire de documentation: 223501808
- Virtual International Authority File: 2037151837983720520000
- WorldCat: E39PBJcGhcpxRBDfBVVFCv3xXd